# Хаджаев, Альберт Захарович
Альбе́рт Заха́рович Хаджа́ев (24 декабря 1937, Буйнакск — 19 марта 2024) — советский и российский художник, педагог. Член Союза художников СССР, Заслуженный художник России (2008), Член Международной Ассоциации Изобразительных Искусств — АИАП Юнеско.

## Биография
Альберт Хаджаев родился в 1937 году в городе Буйнакске Дагестанской АССР.
После школы поступил в Буйнакский финансовый техникум. Затем был призван в Советскую армию и направлен для прохождения срочной службы в Германию, в город Дрезден.
После возвращения в 1962 году в Дагестан работал художником-рекламистом в кинотеатре «Темп» (ныне «Дружба») в Махачкале.
В 1972 году Альберт Хаджаев окончил факультет живописи Тбилисской государственной академии художеств в мастерской профессора Корнелия Барнабовича Санадзе.
Затем вернулся в Дагестан, занялся преподаванием в Дагестанском художественном училище им М. А. Джемала в Махачкале.
Среди его воспитанников такие художники, как Адиль Астемиров, Арсен Курбанов, Тимур Сулейманов, Избат Уруджева и другие.
С 1984 года — член Союза художников СССР (России).
В 1997 году Альберту Хаджаеву было присвоено звание Заслуженного художника республики Дагестан, а с 1999 года его имя включено в каталог художников мира.
В 2008 году Альберт Хаджаев становится членом Международной Ассоциации Изобразительных Искусств — АИАП Юнеско и удостаивается звания Заслуженного художника Российской Федерации.
В 2012 году награждён Почётной грамотой Республики Дагестан.
В 2018 году награждён Орденом «За заслуги перед Республикой Дагестан».
Умер 19 марта 2024 года в возрасте 86 лет.

## Творчество
В своем творчестве Альберт Хаджаев продолжает традиции реалистической школы живописи. Уже первые живописные работы художника «Дочь Фатима», «Старая Медь», «Барият» были отмечены зональным выставочным комитетом «Советский ЮГ» (1984). В дальнейшем работы художника принимают участие в многочисленных выставках. Среди них: «Невеста», «Балхарка», «Портрет поэтессы Джаминат Керимовой», «Памяти Шаза из Куркли», «Здесь стояли насмерть» и другие.
Альберт Хаджаев работал и как художник-график. Им оформлено более 200 книг дагестанских, российских, зарубежных авторов.
Среди них:
- Расул Гамзатов «Мой Дагестан» (книга удостоена диплома 1 Степени за оформление)[13]
- Сулейман Стальский «Наша сила»[14]
- Юсуп Хаппалаев «Избранное» и «Мир вам» (диплом II степени Дагестанского книжного издательства за оформление книги)[13]
- Щаза из Куркли «Цветок в снегу» и «Ирчи Казак»[13],
- Магомед-Загид Аминов «Вечная мечта»[13]
- Газим-Бег Багандов «Цена любви»[13]
- Абакар Мудунов «Огонь в крови»[13]

и другие.
В творчестве художника особое место занимает натюрморт. Выполненные им натюрморты — это философское осмысление предметного мира.
Произведения автора хранятся в РОСИЗОПРОПАГАНДА (Москва), Дагестанском музее изобразительного искусства им. П. С. Гамзатовой (Махачкала), Дагестанском государственном объединенном историко-архитектурном музее (Махачкала), Министерстве культуры Республики Дагестан, Музее боевой славы (Буйнакск), а также в частных коллекциях в Дагестане, России и за рубежом.

## Выставки[6]
- 1982 — «Художники Дагестана», Выставочный зал Союза Художников ДАССР, Махачкала[1]
- 1984 — «Советский Юг», Нальчик[1]
- 1984 — «Образ женщины в творчестве дагестанских художников», Выставочный Зал Союза Художников ДАССР, Махачкала[1]
- 1985 — «Советская Россия», всероссийская выставка, Москва[1]
- 1985 — Республиканская выставка, посвящённая 40-летию победы в Великой Отечественной войне, Выставочный Зал Союза Художников ДАССР, Махачкала[1]
- 1986 — Выставка произведений дагестанских художников, Горький[1]
- 1986 — «Махачкала социалистическая», Выставочный Зал Союза Художников ДАССР, Махачкала[1]
- 1989 — Биеннале прикаспийских республик, Баку[1]
- 1990 — Выставка дагестанских художников, Измир, Турция[1]
- 1997 — «Золотой штрих», Выставочный Зал Союза Художников, Махачкала[1]
- 1998 — «Золотой Штрих», Выставочный Зал Союза Художников, Махачкала[1]
- 2000 — «Лицо кавказской национальности», выставка художественной фотографии, проект галереи современного искусства Дагестана «Первая Галерея», Махачкала
- 2003 — «60 лет Победы под Сталинградом», всероссийская выставка, Волгоград[1]
- 2004 — Выставка дагестанских художников (осенняя), Выставочный зал Союза Художников, Махачкала[1]
- 2005 — Выставка художников Дагестана, Музей народов Востока, филиал, Майкоп, Адыгея[1]
- 2005 — Выставка «1000 лет Унчукатлю», Лакский район, Республика Дагестан
- 2008 — «Шунудаг»[12], биеннале художников и мастеров Дагестана, Лакский район, Республика Дагестан
- 2010 — Выставка «Диалог культур в пространстве академической школы», Москва
- 2010 — Выставка художников России, Штаб — квартира ЮНЕСКО, Париж, Франция
- 2015 — «Мир поэзии», выставка художников Дагестана, Выставочный Зал Союза Художников, Махачкала
- 2016 — Выставка юбилейная «Союзу художников Дагестана 80 лет», Выставочный Зал Союза Художников, Махачкала